# WTA Finals 2021
Las Finales de la WTA de 2021 fue un torneo femenino de tenis que se disputó en Guadalajara, Jalisco, México. Fue la 50.ª edición de la competición en individuales y la 45.ª edición de la competición en dobles. El torneo se celebró en el Akron Tennis Stadium y participaron las ocho mejores jugadoras de la temporada en el cuadro de individuales y las ocho mejores parejas en el cuadro de dobles. Fue el mayor de los dos campeonatos de fin de temporada de la WTA Tour 2021.

## Torneo
Las Finales de la WTA 2021 tuvieron lugar en el Polideportivo Metropolitano de Tenis, siendo la 50.ª edición del evento. El torneo fue organizado por la Asociación de Tenis de Mujeres (WTA) como parte de la WTA Tour 2021.

### Formato
El evento contó con las ocho mejores jugadoras en individuales el evento consiste en un todos contra todos, divididos en dos grupos de cuatro. Durante los primeros cuatro días de competición, cada jugadora se enfrenta con las otras tres jugadoras en su grupo, las dos primeras de cada grupo avanzan a las semifinales. La jugadora que se haya clasificado la primera en su grupo se enfrenta con la jugadora que se clasifique de segunda en el otro grupo, y viceversa. Las ganadoras de cada semifinal se enfrentan en la final por el campeonato.

#### Desempate en el round-robin
Las posiciones finales en cada grupo, desde la primera hasta la última, quedarán establecidas sobre la base de la siguiente jerarquía de reglas:
1. Mayor número de victorias.
2. Mayor número de partidos jugados.
3. Si 2 jugadoras están empatadas, quedará por delante la vencedora del encuentro disputado entre ambas.
4. Si 3 jugadoras están empatadas:

a) Mayor número de partidos jugados.
b) Mayor porcentaje de sets ganados.
c) Mayor porcentaje de juegos ganados.
Si en aplicación de uno de esos 3 criterios (a, b, c) una de las jugadoras desempatase, se volvería al punto 3 para deshacer el empate entre las 2 restantes.

## Carrera al campeonato

### Individuales
- Ranking actualizado al 1 de noviembre de 2021.
- Aquellas jugadoras en oro están clasificadas.
- Aquellas jugadoras en marrón han renunciado a jugar este torneo.

| AUS           | FRA                      | WIM     | USO     | MIA     | MAD     | IW      | BE      | 1       | 2      | 1       | 2       | 3      | 4       | 5       | 6       |         |        |       |    |   |
| -             | Ashleigh Barty           | CF 430  | R64 70  | G 2000  | R32 130 | G 1000  | F 650   | A 0     | –      | G 900   | CF 190  | G 470  | G 470   | CF 100  | R16 1   |         |        | 6.411 | 12 | 5 |
| 1             | Aryna Sabalenka          | R16 240 | R32 130 | SF 780  | SF 780  | CF 215  | G 1000  | R16 1   | R16 1  | SF 350  | CF 190  | G 470  | F 305   | R16 105 | CF 100  | CF 100  | R32 1  | 4.768 | 17 | 2 |
| 2             | Barbora Krejčíková       | R64 70  | G 2000  | R16 240 | CF 430  | R64 35  | R64 10  | R16 120 | Q2 13  | F 585   | CF 190  | G 280  | G 280   | R16 105 | CF 100  | R16 30  | R32 30 | 4.518 | 16 | 3 |
| 3             | Karolína Plíšková        | R32 130 | R64 70  | F 1300  | CF 430  | R32 65  | R32 65  | R32 65  | R16 1  | F 585   | F 585   | SF 350 | R16 105 | CF 100  | CF 100  | R16 55  | R32 30 | 4.036 | 17 | 0 |
| 4             | María Sákkari            | R128 10 | SF 780  | R64 70  | SF 780  | SF 390  | R16 120 | R64 10  | R64 1  | R16 105 | R32 60  | F 305  | SF 185  | SF 185  | SF 185  | QF 100  | R16 55 | 3.341 | 17 | 0 |
| 5             | Iga Świątek              | R16 240 | CF 430  | R16 240 | R16 240 | R32 65  | R16 120 | R16 120 | –      | G 900   | R16 105 | G 470  | SF 185  | R16 55  | R16 55  | R32 1   |        | 3.226 | 14 | 2 |
| 6             | Garbiñe Muguruza         | R16 240 | R128 10 | R32 130 | R16 240 | R16 120 | A 0     | R64 10  | R16 55 | G 900   | R16 105 | G 470  | F 305   | F 305   | R16 105 | CF 100  | CF 100 | 3.195 | 17 | 2 |
| 7             | Paula Badosa             | R128 10 | CF 430  | R16 240 | R64 70  | R64 35  | SF 390  | G 1000  | R32 1  | CF 190  | R32 60  | G 280  | SF 185  | SF 110  | R16 55  | R16 55  | R32 1  | 3.112 | 16 | 2 |
| 8             | Anett Kontaveit          | R32 130 | R32 130 | R128 10 | R32 130 | CF 100  | R32 65  | CF 215  | CF 100 | R16 105 | R64 1   | G 470  | G 470   | F 305   | F 305   | G 280   | G 280  | 3.096 | 20 | 4 |
| ↓ Suplentes ↓ |                          |         |         |         |         |         |         |         |        |         |         |        |         |         |         |         |        |       |    |   |
| -             | Ons Jabeur               | R32 130 | R16 240 | CF 430  | R32 130 | R16 120 | R16 120 | SF 390  | R16 55 | CF 190  | R16 105 | F 305  | G 280   | SF 185  | F 180   | R16 105 | R16 55 | 3.020 | 19 | 1 |
| -             | Naomi Osaka              | G 2000  | R64 70  | A 0     | R32 130 | CF 215  | R32 65  | A 0     | –      | R16 105 | R32 1   | SF 185 |         |         |         |         |        | 2.771 | 8  | 1 |
| -             | Anastasia Pavlyuchenkova | R128 10 | F 1300  | R32 130 | R16 240 | R32 1   | SF 390  | R32 65  | R32 1  | R32 60  | R64 1   | CF 100 | R16 55  | R16 55  | R16 55  | R16 55  | R16 30 | 2.548 | 18 | 0 |
| –             | Elina Svitolina          | R16 240 | R32 130 | R64 70  | CF 430  | SF 390  | R64 10  | R16 120 | R16 55 | CF 190  | R32 1   | G 280  | SF 185  | CF 100  | CF 100  | CF 100  | CF 100 | 2.501 | 19 | 1 |
| 9             | Jessica Pegula           | CF 430  | R32 130 | R64 70  | R32 130 | R16 120 | R16 120 | CF 215  | R16 30 | SF 350  | CF 190  | SF 210 | CF 190  | R16 105 | CF 100  | R16 55  | R16 55 | 2.500 | 18 | 0 |
| 10            | Elise Mertens            | R16 240 | R32 130 | R32 130 | R16 240 | R16 120 | CF 215  | R64 10  | R32 1  | SF 350  | R32 60  | G 470  | SF 185  | F 180   | CF 60   | R16 55  | R64 1  | 2.447 | 19 | 1 |

### Dobles
Ranking actualizado al 1 de noviembre de 2021.
- Aquellas parejas en oro están clasificados.
- Aquellas parejas en marrón han renunciado a jugar este torneo.

| 1             | Barbora Krejčíková Kateřina Siniaková | G 2000 | G 1000 | G 470   | CF 430  | CF 430  | SF 350  | CF 215  | CF 190  | CF 190  | SF 185  | R16 120 | 6,460 | 12 |
| 2             | Shuko Aoyama Ena Shibahara            | G 1000 | SF 780 | G 470   | G 470   | G 470   | CF 430  | SF 390  | SF 350  | G 280   | R16 240 | CF 190  | 5,200 | 20 |
| 3             | Su-Wei Hsieh Elise Mertens            | G 2000 | G 1000 | CF 430  | R16 240 | SF 110  | CF 100  | R16 10  | R16 1   | R16 1   |         |         | 3,892 | 9  |
| 4             | Nicole Melichar Demi Schuurs          | SF 780 | G 470  | G 470   | F 305   | F 305   | R16 240 | CF 190  | CF 190  | SF 185  | SF 185  | R16 120 | 3,500 | 18 |
| 5             | Samantha Stosur Shuai Zhang           | G 2000 | G 900  |         |         |         |         |         |         |         |         |         | 2,900 | 2  |
| 6             | Cori Gauff Caty McNally               | F 1300 | CF 430 | G 280   | R16 240 | CF 215  | R16 105 | CF 100  | CF 100  |         |         |         | 2,770 | 8  |
| 7             | Alexa Guarachi Desirae Krawczyk       | SF 780 | G 470  | G 280   | R16 240 | CF 190  | SF 185  | R16 120 | R16 120 | SF 110  | CF 100  | CF 100  | 2,696 | 22 |
| 8             | Darija Jurak Andreja Klepač           | F 585  | G 470  | CF 430  | G 280   | R16 240 | SF 185  | F 180   | R16 105 | R16 105 | CF 60   | R64 10  | 2,660 | 15 |
| 9             | Gabriela Dabrowski Luisa Stefani      | G 900  | SF 780 | SF 585  | F 305   |         |         |         |         |         |         |         | 2,570 | 4  |
| 10            | Sharon Fichman Giuliana Olmos         | G 900  | CF 430 | R16 240 | R16 240 | SF 185  | R16 120 | R16 120 | CF 100  | CF 100  | R16 55  | R32 1   | 2,492 | 12 |
| ↓ Suplentes ↓ |                                       |        |        |         |         |         |         |         |         |         |         |         |       |    |
| 11            | Nadiia Kichenok Raluca Olaru          | G 470  | F 305  | G 280   | R16 240 | R16 240 | SF 185  | F 180   | R32 130 | R16 120 | R16 105 | R16 55  | 2,311 | 16 |
| 12            | Marie Bouzková Lucie Hradecká         | CF 430 | CF 430 | F 305   | G 280   | G 280   | CF 215  | SF 185  | CF 60   | R16 55  | R32 1   | R16 1   | 2,242 | 11 |

## Finales

### Individuales
| Fecha           | Partido              | Partido | Partido             | Resultado |
| --------------- | -------------------- | ------- | ------------------- | --------- |
| 18 de noviembre | Garbiñe Muguruza [6] | 2-0     | Anett Kontaveit [8] | 6-3, 7-5  |

### Dobles
| Fecha           | Partido                                   | Partido | Partido                        | Resultado |
| --------------- | ----------------------------------------- | ------- | ------------------------------ | --------- |
| 18 de noviembre | Barbora Krejčíková Kateřina Siniaková [1] | 2-0     | Su-Wei Hsieh Elise Mertens [3] | 6-3, 6-4  |